# Ammophilomima inflatus
Ammophilomima inflatus là một loài ruồi trong họ Asilidae. Ammophilomima inflatus được Osten-Sacken miêu tả năm 1881.